# Willy Hess
Willy Hess (Winterthur, cantón de Zúrich, Suiza, 12 de octubre de 1906 - ibídem, 9 de mayo de 1997) fue un musicólogo y compositor suizo, conocido por ser un estudioso de la obra de Ludwig van Beethoven.

## Biografía
Willy Hess nació el 12 de octubre de 1906 en la ciudad suiza de Winterthur, en el cantón de Zúrich. Estudió piano y musicología entre 1926 y 1930 en el conservatorio y la universidad de Zúrich y Berlín. Trabajó como profesor de música, compositor, crítico musical y musicólogo. Entre 1942 y 1971 también tocó el fagot en la Winterthur Stadtorchester, la orquesta de su ciudad natal. Compuso sonata para fagot y orquesta, para viola y piano, para viola y fagot, para viola solista, para flauta y violonchelo y para flauta y piano.
Willy Hess realizó más de 400 publicaciones de carácter musicológico, pero es sobre todo conocido por sus estudios sobre la vida y obras del compositor alemán Ludwig van Beethoven. Entre este, además de algunos ensayos sobre los muchas versiones de la ópera Fidelio, el trabajo más importante es indudablemente la redacción del denominado "Catálogo Hess" (Verzeichnis der nicht en der Gesamtausgabe veröffentlichten Werke Ludwig van Beethovens, editado por Breitkopf & Härtel en Wiesbaden-Leipzig en 1957) que asigna un número de opus a las obras de Beethoven.
Iniciado en 1931 como una simple lista de las obras de Beethoven que no estaban incluidas en la vieja edición completa del siglo XIX de sus composiciones llamada Beethoven-Gesamtausgabe y editada también por Breitkopf & Härtel en Leipzig de 1862 a 1865 (un volumen suplementario apareció en 1888). El catálogo tuvo tres ediciones posteriores en 1937, en 1953 y la definitiva en 1957. La edición de 1953, la tercera y penúltima, fue redactada y publicada exclusivamente en italiano, con la corrección y traducción de su amigo y compañero el profesor Giovanni Biamonti, de la Academia Nacional de Santa Cecilia.